# Каринское
Каринское — село в Одинцовском городском округе Московской области России. Расположено на западе Московской области, в западной части округа, на реке Малодельне у места её впадения в Москву-реку, на трассе Руза — Звенигород, в 12 км от города Звенигорода.

## Население
| 1624  | 1678  | 1797  | 1890 | 1899 | 1926 | 1989  |
| ----- | ----- | ----- | ---- | ---- | ---- | ----- |
| 10    | ↗43   | ↗131  | ↗300 | ↗318 | ↘292 | ↗1335 |
| 2002  | 2006  | 2010  |      |      |      |       |
| ↗1643 | →1643 | ↘1613 |      |      |      |       |

## История
Впервые село Каринское упоминается в 1358 году в духовной грамоте великого князя Московского и Владимирского Ивана II Красного, где он завещает свои сёла своим сыновьям. В 1454 году внук Ивана Красного Василий Тёмный передал эти земли в пользу Саввино-Сторожевского монастыря, которые находились во владении монастыря до середины XVIII века, когда церковные земли отошли государству.
Основным занятием жителей села являлись заготовка леса с последующим сплавом по реке в Москву и рукоделие. Сельское хозяйство ввиду плохой пригодности почв было развито слабо. В середине XIX века в селе начинают изготовление портсигаров, предметов церковной утвари.
В 1876 году была построена первая школа. После революции при активном участии жителя Каринского, моряка Балтийского флота Сергея Сергеева, участвовавшего в штурме Зимнего, в селе был создан комитет крестьянской взаимопомощи (Комбед), а чуть позже кредитное товарищество, товарищество по совместной обработке земли и кооперативная артель. В 1930-е годы был образован колхоз, построены новые дома, школа, аптека, проведена телефонная линия до Звенигорода.
Каринское серьёзно пострадало во время Великой Отечественной войны, большинство домов было разрушено.
В 1961 году три колхоза объединились в Москворецкий совхоз с центром в Каринском. Были построены новые двухэтажные и пятиэтажные дома, амбулатория, школа, детский сад.
В 1994—2006 годах Каринское — центр Каринского сельского округа.

## Экономика
- Москворецкий совхоз

## Транспорт
- Через Каринское следуют автобусы № 23 (Звенигород — Дяденьково, Звенигород — Андреевское, Звенигород — Каринское), № 51 (Звенигород — Хотяжи, Звенигород — Дьяконово)[8] и № 455 (Москва, м. Тушинская — Руза)[9].

## Достопримечательности
- Памятник «Катюше»
- Памятный знак рубежа обороны[10]
- Самый длинный подвесной пешеходный мост в Московской области[11]

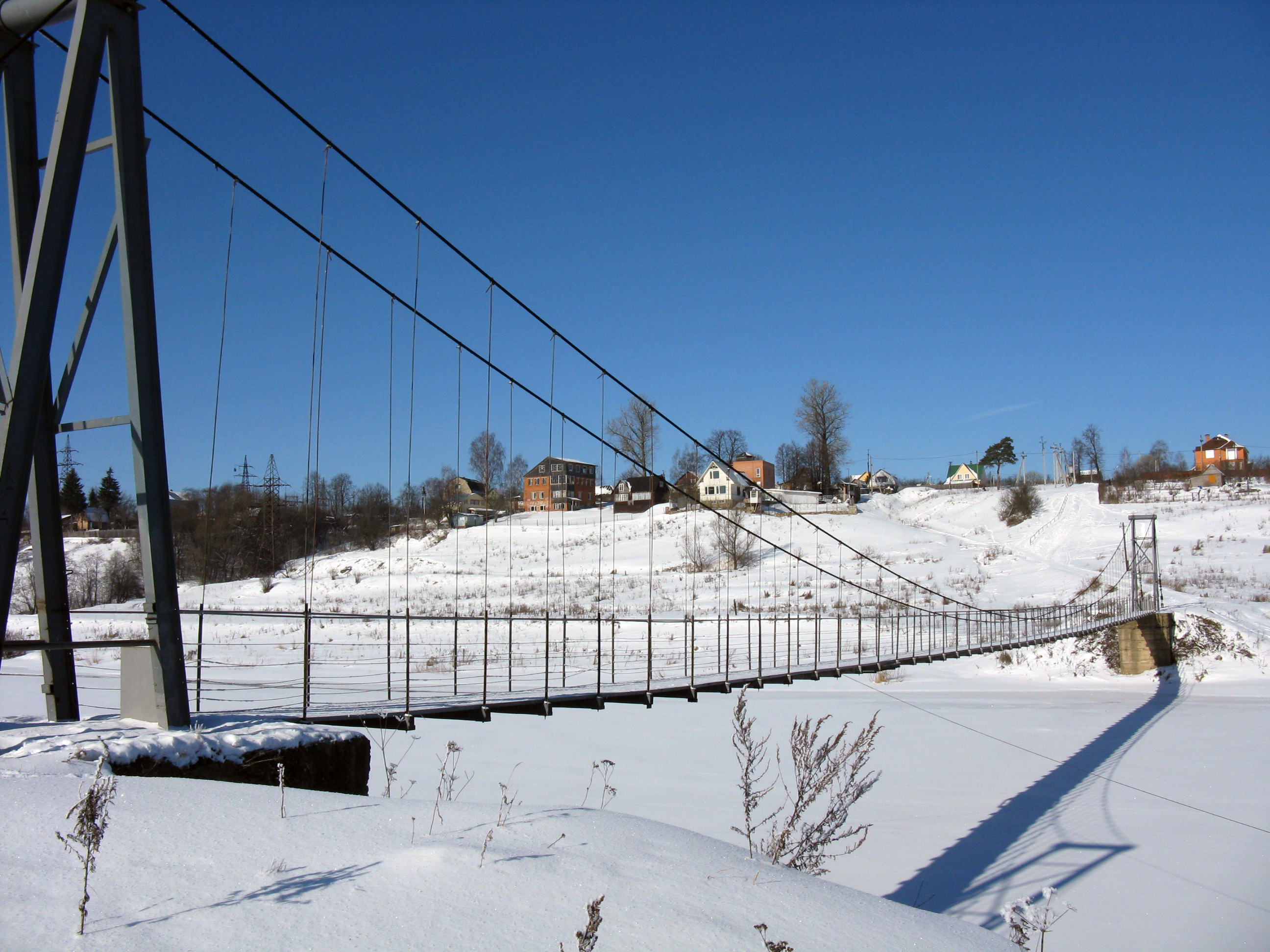
Подвесной мост
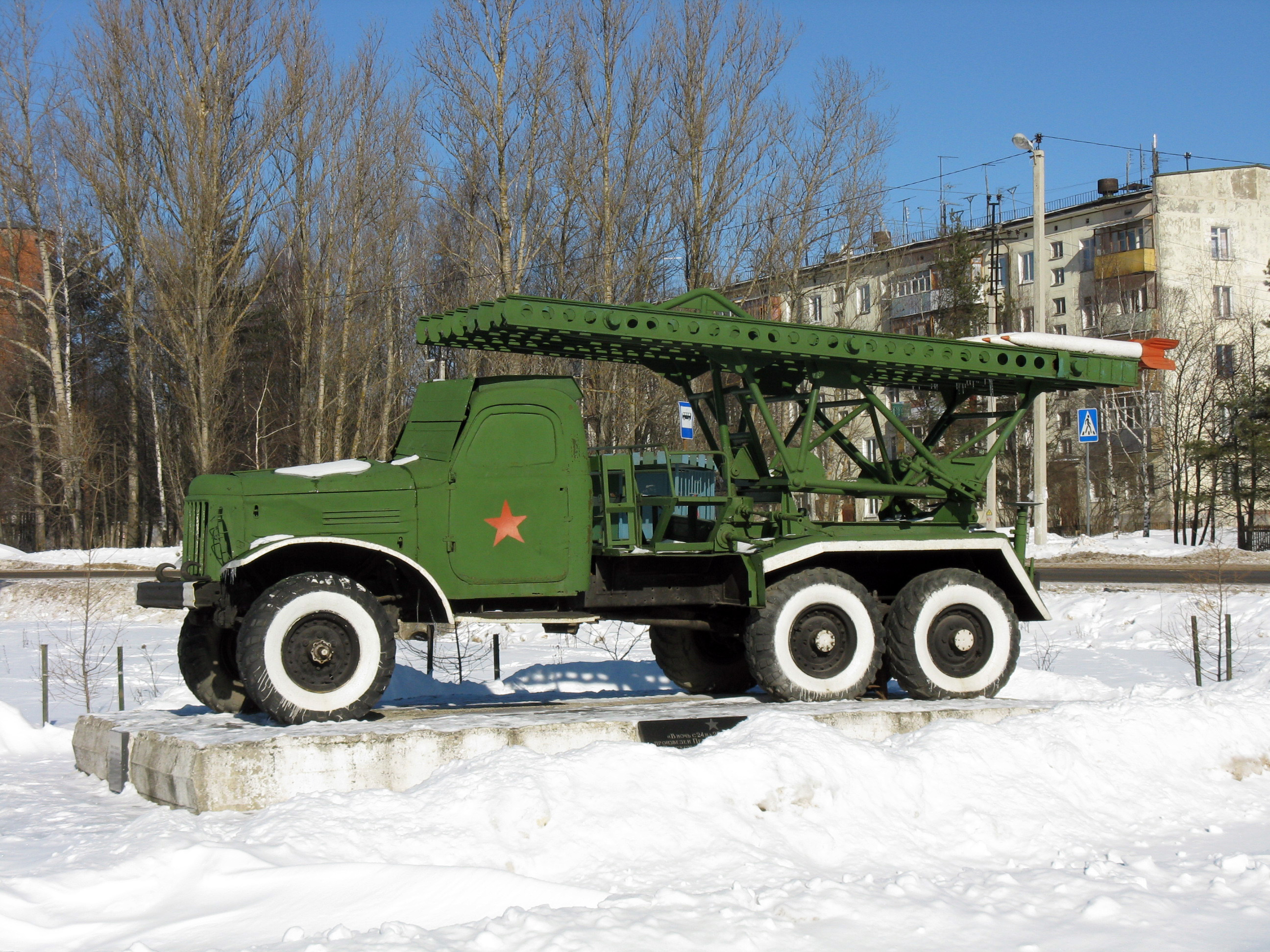
Памятник «Катюше»
Памятник  советским воинам крупным планом

## Известные люди, связанные с селом

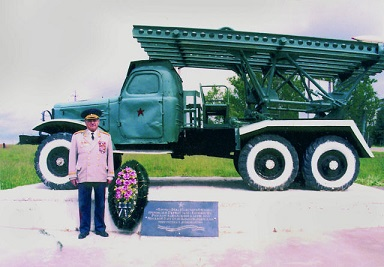
И. Н. Анашкин у памятника «Катюше»

- София Яковлевна Парнок (1885—1933) — поэтесса и переводчица, некоторое время жила и в 1933 году умерла в Каринском;
- Иван Николаевич Анашкин (1919—2005) — почётный гражданин Каринского, генерал-лейтенант артиллерии; во время обороны Москвы командир батареи реактивных минометов «Катюша», осуществившей залп по немецко-фашистским войскам из района села Каринского.